# Riassunti d'amore - Per quando ti amo
Riassunti d'amore - Per quando ti amo, pubblicato il 12 giugno 2009, è una raccolta della cantante italiana Mina.
Nel 2012, questa raccolta è stata rimossa dalla discografia sul sito ufficiale minamazzini.com.

## Tracce
1. Se finisse tutto così - 4:34 - Tratta da Pappa di latte (1995).
2. Fra mille anni - 4:26 - Tratta da Bula Bula (2005).
3. Nessun altro mai - 4:32 - Tratta da Bau (2006).
4. Dint'o viento - 4:18 - Tratta da Olio (1999).
5. Resta lì - 4:45 - Tratta da Leggera (1997).
6. Tornerai qui da me - 4:59 - Tratta da Canarino mannaro (1994).
7. Il pazzo - 4:07 - Tratta da Veleno (2002).
8. Per poco che sia - 3:29 - Tratta da Bau (2006).
9. Sulamente pè parlà - 4:11 - Tratta da Pappa di latte (1995).
10. L'amore viene e se ne va - 4:37 - Tratta da Bau (2006).
11. Quella briciola di più - 5:14 - Tratta da Bula Bula (2005).
12. Noi soli insieme - 4:38 - Tratta da Leggera (1997).
13. Se - 4:31 - Tratta da Bula Bula (2005).
14. Ecco il domani - 3:31 - Tratta da Veleno (2002).
15. Succede - 5:37 - Tratta da Cremona (1996).